# 230 до н. е.

## Події

#### Єгипет
- Птолемей III побудував Храм Гора.
- зникло Хань (царство)

## Померли
- Аристарх Самоський (* 310 до н. е. — † 230 до н. е.) — видатний давньогрецький астроном. Обчислив розміри Землі, Місяця та Сонця. Аргументував ідею геліоцентризму.
- Агрон — цар Іллірії
- Діодот I — греко-бактрійський цар